# Podzisna I
Podzisna I (lit. Padysnis I) – wieś na Litwie, w okręgu uciańskim, w rejonie ignalińskim, w starostwie Daugieliszki Nowe.
Nazwa dawniej używana to Podzisna.

## Historia
W czasach zaborów majątek w gminie Daugieliszki, w powiecie święciańskim, w guberni wileńskiej Imperium Rosyjskiego. W 1905 roku liczył 23 mieszkańców, 424 dziesięciny, własność Światopełk-Mirskiego.
W dwudziestoleciu międzywojennym futor i majątek leżały w Polsce, w województwie nowogródzkim (od 1926 w województwie wileńskim), w powiecie brasławskim, w gminie Rymszany a następnie w powiecie święciańskim w gminie Daugieliszki.
Według Powszechnego Spisu Ludności z 1921 roku zamieszkiwało tu 18 osób, wszystkie były wyznania rzymskokatolickiego i zadeklarowały litewską przynależność narodową. Były tu 4 budynki mieszkalne. 
W 1931:
- futor w 2 domach zamieszkiwało 7 osób[1].
- majątek w 1 domu zamieszkiwało 10 osób[1].

Wierni należeli do parafii rzymskokatolickiej w Rymszanach. Miejscowość podlegała pod Sąd Grodzki w m. Turmont i Okręgowy w Wilnie; właściwy urząd pocztowy mieścił się w Rymszanach.